# Рон Клемънтс
Роналд Френсис Клемънтс (на английски: Ronald Francis Clements) е е американски аниматор, режисьор, сценарист и продуцент. В работата си често си сътрудничи с режисьора Джон Мъскър, като е най-известен като сценарист и режисьор на филмите на Дисни: Базил, великият мишок детектив (1986), Малката русалка (1989), Аладин (1992), Херкулес (1997), Планетата на съкровищата (2002), Принцесата и жабокът (2009) и Смелата Ваяна (2016).

## Биография и творческа дейност
Рон Клемънтс е роден на 25 април 1953 г. в Су Сити, Айова, в семейството на Гертруд и Джоузеф Клемънтс.
Клемънтс започва работа като аниматор в студиото на Хана-Барбера. Няколко месеца по-късно е приет в програмата на Дисни за развитие на таланти в отдела за анимация. След като завършва успешно програмата, е стажант на Франк Томас, главен аниматор на филмите на Дисни – Питър Пан (1953), Лейди и Скитника (1955) и Аристокотките (1970). През 1977 г. Клемънтс дебютира като аниматор на различни персонажи в продукциите Спасителите и Драконът на Пийт. През 1981 г. е главен аниматор на пълнометражния анимационен филм Лисицата и хрътката. Бъдещият партньор в различни проекти на Клемънтс Джон Мъскър работи при него като аниматор на персонажи, като по-късно Клемънтс си партнира с Мъскър в историята на Черният казан преди да бъдат отстранени от екипа.
С постановката на Малката русалка от 1986 г. Мъскър се присъединява към Клементс в разширяването на оригиналната обработка на груб сценарий от двадесет страници, елиминирайки ролята на бабата на русалката и разширявайки ролите на Краля на русалката и морската вещица, и по-късно към тях се присъединяват музикалните композитори Хауърд Ашман и Алън Менкен, които си сътрудничат по песните и музикалното оформление на филма. Издаден през ноември 1989 г., филмът Малката русалка е възхваляван като крайъгълен камък в прераждането на анимацията на Дисни от филмовите критици и събира местни приходи от 84 милиона долара, като общо получава 184,2 милиона долара в световен мащаб.
Когато работата по Малката русалка приключва, Клемънтс и Мъскър преработват идеята си, която имат по-рано, за Планетата на съкровищата, но студиото все още изразява незаинтересованост. Вместо това на двамата режисьори са предложени три проекта в процес на разработка: Лебедово езеро, Кралят на джунглата и Аладин. Режисьорите в крайна сметка избират последния, желаейки шантаво, по-бързо и по-съвременно настроение, различно от предишните анимационни филми на Дисни. Издаден през ноември 1992 г., Аладин получава положителни отзиви от критиците и става първият анимационен филм с приходи от над 200 милиона долара в САЩ.
По време на продукцията на Херкулес, през 1995 г., Клемънтс и Мъскър подписват седемгодишен договор със студиото, който предвижда след Херкулес, студиото да продуцира Планетата на съкровищата или друг проект по техен избор.
През 2002 г. излиза филмът Планетата на съкровищата.
През септември 2005 г. двамата режисьори напускат Дисни.
Когато Джон Ласитър е назначен за главен творчески директор на Уолт Дисни Фийчър Анимейшън през февруари 2006 г., той отправя покана към Клемънтс и Мъскър да се върнат в студиото, за да наблюдават продукцията на Принцесата и жабокът и са официално потвърдени като режисьори през следващия юли. Издаден през 2009 г., филмът Принцесата и жабокът получава положителни отзиви и печели 267 милиона долара по целия свят.
През 2016 г. е издаден следващият съвместен филм на Мъскър и Клемънтс – Смелата Ваяна.

## Филмография
| Година | Филм                           | Кредитиран като | Кредитиран като | Кредитиран като | Кредитиран като | Кредитиран като | Кредитиран като                     |
| Година | Филм                           | Режисьор        | Сценарист       | Продуцент       | Аниматор        | Друго           | Бележки                             |
| ------ | ------------------------------ | --------------- | --------------- | --------------- | --------------- | --------------- | ----------------------------------- |
| 1977   | Спасителите                    | Не              | Не              | Не              | Герой           | Не              | Некредитиран                        |
| 1977   | Драконът на Пийт               | Не              | Не              | Не              | Герой           | Не              |                                     |
| 1981   | Лисицата и хрътката            | Не              | Не              | Не              | Надзор          | Не              |                                     |
| 1985   | Черният казан                  | Не              | Не              | Не              | Не              | Да              | Допълнителен сътрудник на историята |
| 1986   | Базил, великият мишок детектив | Да              | История         | Не              | Не              | Не              |                                     |
| 1989   | Малката русалка                | Да              | Да              | Не              | Не              | Да              | Различни гласове – некредитиран     |
| 1992   | Аладин                         | Да              | Да              | Да              | Не              | Да              | Различни гласове – некредитиран     |
| 1997   | Херкулес                       | Да              | Да              | Да              | Не              | Не              |                                     |
| 2002   | Планетата на съкровищата       | Да              | Да              | Да              | Не              | Да              | Разработчик – некредитиран          |
| 2008   | Гръм                           | Не              | Не              | Не              | Не              | Да              | Специални благодарности             |
| 2009   | Принцесата и жабокът           | Да              | Да              | Не              | Не              | Не              |                                     |
| 2014   | Героичната шесторка            | Не              | Не              | Не              | Не              | Да              | Творчески лидер                     |
| 2016   | Зоотрополис                    | Не              | Не              | Не              | Не              | Да              | Творчески лидер                     |
| 2016   | Смелата Ваяна                  | Да              | История         | Не              | Не              | Да              | Творчески лидер                     |
| 2018   | Ралф разбива интернета         | Не              | Не              | Не              | Не              | Да              | Творчески лидер                     |
| 2019   | Аладин                         | Не              | Не              | Не              | Не              | Да              | Кредит „Базиран на“                 |
| 2019   | Замръзналото кралство II       | Не              | Не              | Не              | Не              | Да              | Творчески лидер                     |
| 2023   | Малката русалка                | Не              | Не              | Не              | Не              | Да              | Кредит „Базиран на“                 |